# Hợp chất bão hòa và không bão hòa
Trong hóa học, hợp chất bão hòa là một hợp chất hóa học (hoặc ion) chống lại các phản ứng cộng, chẳng hạn như hydro hóa, thêm oxy hóa và liên kết với một bazơ Lewis . Thuật ngữ này được sử dụng trong nhiều ngữ cảnh và cho nhiều loại hợp chất hóa học. Nhìn chung, các hợp chất bão hòa ít phản ứng hơn các hợp chất không bão hòa. Saturation có nguồn gốc từ từ saturare trong tiếng Latinh, có nghĩa là 'lấp đầy'.

## Hóa học hữu cơ
Các hợp chất không no thường thực hiện các phản ứng cộng điển hình mà các hợp chất no như ankan không thể thực hiện được. Một hợp chất hữu cơ no chỉ có các liên kết đơn giữa các nguyên tử cacbon. Một lớp quan trọng của các hợp chất no là ankan. Nhiều hợp chất bão hòa có nhóm chức, ví dụ, rượu.
| Các hợp chất bão hòa |         |
| Ethane               | Propane |
|                      |         |
| 1-Octanol            |         |
|                      |         |
| Axit béo bão hòa     |         |
|                      |         |

### Các hợp chất hữu cơ không no
Khái niệm độ bão hòa có thể được mô tả bằng cách sử dụng các hệ thống đặt tên, công thức và phép thử phân tích khác nhau. Ví dụ, danh pháp IUPAC là một hệ thống các quy ước đặt tên được sử dụng để mô tả loại và vị trí của sự không bão hòa trong các hợp chất hữu cơ. " Mức độ không bão hòa " là một công thức được sử dụng để tóm tắt và lập sơ đồ lượng hydro mà một hợp chất có thể liên kết. Độ không bão hòa có thể được xác định bằng NMR, khối phổ và phổ IR, hoặc bằng cách xác định số brom hoặc số iốt của hợp chất. 
| Các hợp chất không bão hòa | Các hợp chất không bão hòa |
| -------------------------- | -------------------------- |
| Etylen                     | Axetylen                   |
| Axit linoleic              |                            |

### Axit béo

Một trong ba chuỗi bên của chất béo này được mô tả là không bão hòa.

Thuật ngữ bão hòa và không bão hòa thường được áp dụng cho các thành phần axit béo của chất béo. Các triglyceride (chất béo) mà bao gồm mỡ động vật có nguồn gốc từ bão hòa stearic và không bão hòa đơn axit oleic. Nhiều loại dầu thực vật chứa các axit béo có một (không bão hòa đơn) hoặc nhiều liên kết đôi (không bão hòa đa) trong chúng.

## Các hợp chất bão hòa và không bão hòa ngoài hóa học hữu cơ

### Hóa học cơ kim
Trong hóa học cơ kim, một phức chất không bão hòa phối trí có ít hơn 18 điện tử hóa trị và do đó dễ bị cộng oxy hóa hoặc sự phối trí của một phối tử bổ sung. Không bão hòa là đặc trưng của nhiều chất xúc tác. Ngược lại với không bão hòa phối hợp là bão hòa phối hợp. Các phức chất bão hòa phối hợp hiếm khi thể hiện tính chất xúc tác.

### Bề mặt
Trong hóa lý, khi đề cập đến các quá trình bề mặt, độ bão hòa biểu thị mức độ mà một vị trí liên kết bị chiếm hoàn toàn. Ví dụ, độ bão hòa bazơ đề cập đến phần nhỏ các cation có thể trao đổi là các cation bazơ.